# Deserta
Deserta é um gênero de traça pertencente à família Arctiidae.

## Espécies
- Deserta bipunctata
- Deserta obesa
- Deserta obscura
- Deserta obscura